# RoLa

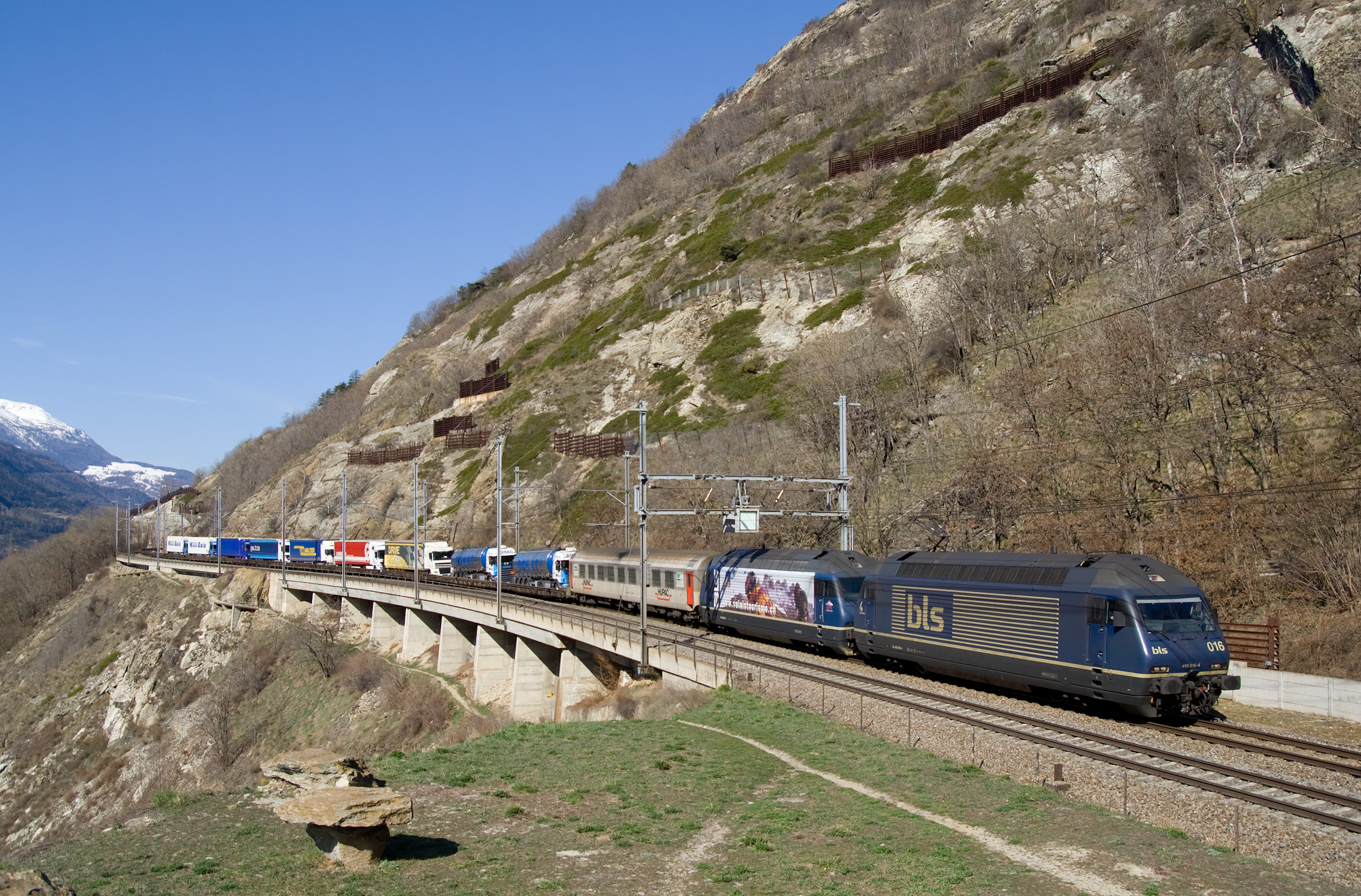
RoLa v jižním Lötschbergu, tažena dvěma lokomotivami Re 465

RoLa (zkratka z německého výrazu Rollende Landstraße, tj. pohybující se silnice; anglický ekvivalent Rolling Motorway, případně Rolling Highway nebo Rolling Road) je systém kombinované dopravy. Řadí se mezi tzv. doprovázenou dopravu. Celý kamion najede na speciální železniční vůz, kde jej řidič řádně zajistí. Po dobu přepravy může řidič odpočívat v lehátkovém voze, který je součástí vozové soupravy vlaku. Po příjezdu do cílové stanice může řidič ihned po sjetí z vagónu bez jakýchkoliv formalit pokračovat v cestě.
Doba odpočinku řidiče se započítává dle dohody AETR, která umožňuje ve svém článku 8, odstavci 8 u řidiče nákladní nebo osobní dopravy, který doprovází vozidlo přepravované na trajektu nebo po železnici, započítat do denní doby odpočinku dobu strávenou na trajektu, nebo ve vlaku a dobu strávenou na zemi před, nebo po části denního odpočinku stráveném na trajektu nebo ve vlaku. Musí však být splněny tři podmínky:
1. Doba mezi těmito dvěma částmi denního odpočinku musí být co nejkratší a nemůže v žádném případě překročit jednu hodinu.
2. Během obou částí denního odpočinku musí mít řidič k dispozici lůžko, nebo lehátko.
3. Takto přerušený odpočinek je nutné prodloužit o dvě hodiny.